# 小さな願い (Le Coupleのアルバム)
『小さな願い』（ちいさなねがい）は、Le Couple通算5枚目のオリジナルアルバム。1998年7月1日発売。発売元はポニーキャニオン。

## 解説
- シングル「もしもあなたと暮らせたら／縁は異なもの」（1998年6月3日）を含むオリジナルアルバム。
- 「縁は異なもの」はNHK『課外授業 ようこそ先輩』のテーマソング。「逢えてよかった」はTBS系昼ドラマ『再婚トランプ』（1998年10月〜12月放送）の主題歌になったほか、赤い羽根共同募金活動のイメージソングにも起用され、ダブル・タイアップとなった。
- 前年の1997年に大ヒットを記録した「ひだまりの詩」（1997年5月16日）は、フジテレビ月曜9時枠の連続ドラマ『ひとつ屋根の下2』（1997年4月〜6月放送）のサウンドトラックに収録されているメロディに歌詞がつけられたものであった。その流れを受け、当作品では過去に同じく日向敏文が劇伴を担当したドラマ『東京ラブストーリー』『妹よ』（共にCX系月9ドラマ）などで使用されたメロディに歌詞をつけたものが何曲か収録されている。そのため、「月曜日も会いたい」「最終回」、そのまま「Tokyo Love Story」等、月9ドラマを髣髴（ほうふつ）とさせる曲名も多い。
- 「逢えてよかった」が後にシングルカットされた。1998年9月18日発売。

## 収録曲
1. 逢えてよかった　（4:27）
  - 作詞: 水野幸代 Yukiyo Mizuno 、作曲・編曲: 日向敏文

TBS系ドラマ愛の劇場『再婚トランプ』主題歌
1998年 赤い羽根共同募金 イメージソング
2. もしもあなたと暮らせたら　（5:11）
  - 作詞: 藤田恵美 、作曲・編曲: 日向敏文
3. After the rain ～月曜日も会いたい　（4:07）
  - 作詞: 藤田恵美 、作曲・編曲: 日向敏文
4. 最終回　（5:10）
  - 作詞: 藤田恵美 、作曲・編曲: 日向敏文
5. 汽車に乗って　（5:38）
  - 作詞: 藤田恵美 、作曲: 日向敏文&Akio Akashi 、編曲: 日向敏文
6. 六月の雨音　（4:38）
  - 作詞: 水野幸代 Yukiyo Mizuno 、作曲・編曲: 日向敏文
7. 縁は異なもの　（4:28）
  - 作詞: 藤田恵美 、作曲: 藤田隆二 、編曲: 中西俊博

NHK『課外授業 ようこそ先輩』テーマソング
8. それだけで…　（4:19）
  - 作詞: 水野幸代 Yukiyo Mizuno 、作曲・編曲: 日向敏文
9. それを恋と呼ばないのは　（5:29）
  - 作詞: 坂元裕二 、作曲・編曲: 日向敏文
10. Tokyo Love Story　（4:29）
  - 作詞: 坂元裕二 、作曲・編曲: 日向敏文

## 関連作品
- My Special Thanks　M-1・9
- 10年物語 〜All Singles of the decade and more〜　M-1・2・9

## 関連人物
- 日向敏文